# Chile na Letnich Igrzyskach Olimpijskich 1984
Chile na Letnich Igrzyskach Olimpijskich 1984, reprezentowane było przez 52 sportowców (50 mężczyzn i 2 kobiety). Był to 15. start reprezentacji w historii letnich igrzysk olimpijskich.

## Reprezentanci

### Judo
Mężczyźni
- Eduardo Novoa
  - waga średnia – 12. miejsce

### Jeździectwo
Mężczyźni
- Alfredo Sone
  - skoki przez przeszkody indywidualnie – 35. miejsce

- Américo Simonetti
  - skoki przez przeszkody indywidualnie – 42. miejsce

- Victor Contador
  - skoki przez przeszkody indywidualnie – 44. miejsce

- Alfredo Sone, Américo Simonetti, Victor Contador, Alfonso Bobadilla
  - skoki przez przeszkody drużynowo – 14. miejsce

### Kolarstwo
Mężczyźni
- Manuel Aravena
  - wyścig indywidualny ze startu wspólnego – nie ukończył

- Roberto Muñoz
  - wyścig indywidualny ze startu wspólnego – nie ukończył
  - wyścig punktowy – odpadł w eliminacjach

- Antonio Urquijo
  - sprint – odpadł w eliminacjach

- Miguel Droguett
  - 1 km ze startu zatrzymanego – 17. miejsce

- Fernando Vera
  - 4 km na dochodzenie – 27. miejsce

- Eduardo Cuevas
  - 4 km na dochodzenie – nie ukończył

- Miguel Droguett
  - wyścig punktowy – odpadł w eliminacjach

- Lino Aquea, Fernando Vera, Eduardo Cuevas, Eduardo Cuevas
- 4 km drużynowo na dochodzenie – 14. miejsce

### Lekkoatletyka
Mężczyźni
- Omar Aguilar
  - bieg na 5000 m – odpadł w eliminacjach
  - bieg na 10 000 m – odpadł w eliminacjach
  - maraton – nie ukończył

- Alejandro Silva
  - maraton – 56. miejsce

- Emilio Ulloa
  - bieg na 3000 m z przeszkodami – odpadł w eliminacjach

- Gert Weil
- pchnięcie kulą – 10. miejsce

Kobiety
- Alejandra Ramos
  - bieg na 800 m – odpadła w eliminacjach
  - bieg na 1500 m – odpadła w eliminacjach

- Mónica Regonesi
  - bieg na 3000 m z przeszkodami – odpadła w eliminacjach
  - maraton – 32. miejsce

### Piłka nożna
Mężczyźni
- Daniel Ahumada, Jaime Baeza, Leonel Contreras, Marco Figueroa, Eduardo Fournier, Alejandro Hisis, Sergio Marchant, Alex Martínez, Luis Mosquera, Alfredo Núñez, Juvenal Olmos, Carlos Ramos, Fernando Santís, Jaime Vera
  - drużynowo – 5. miejsce

### Strzelectwo
Mężczyźni
- Pablo Vergara
  - trap – 21. miejsce

- Raúl Abatte
  - trap – 48. miejsce

- Alfonso de Iruarrízaga
  - skeet – 26. miejsce

- Carlos Zarzar
  - skeet – 33. miejsce

### Wioślarstwo
Mężczyźni
- Mario Castro, Carlos Neyra, Zibor Llanos, Giorgio Vallebuona, Alejandro Rojas, Víctor Contreras, Rodolfo Pereira, Marcelo Rojas, Rodrigo Abasolo
  - ósemka – 7. miejsce

### Żeglarstwo
Mężczyźni
- Alberto González, Juan Barahona
  - Klasa 470 – 18. miejsce
- Carlos Rossi, Rodrigo Zuazola
  - Klasa Yngling – 16. miejsce
- Jorge Zuazola, Luis Herman, Manuel González
  - Klasa Dragon – 18. miejsce